# Ledowa
Lędowa [pronunciación en polaco: /lɛnˈdɔva/] (en alemán: Waldhof) es un asentamiento ubicado en el distrito administrativo de Gmina Rymań, dentro del condado de Kołobrzeg, Voivodato de Pomerania Occidental, en el noroeste de Polonia. Se encuentra a unos 3 kilómetros al norte de Rymań, 23 kilómetros al sur de Kołobrzeg, y 88 kilómetros al noreste de la capital regional Szczecin.